# LEON
ЛЕОН (шп. león што значи лав ) је 32-битно ЦПУ језгро микропроцесора толерантно на зрачење које примењује СПАРК В8 (енгл. SPARC V8) архитектуру скупа инструкција (ИСА) коју је развио Сам Мајкросистемс . Првобитно га је дизајнирао Европски центар за свемирска истраживања и технологију (енгл. European Space Research and Technology Centre (ESTEC)), део Европске свемирске агенције (ЕСА), а након кратког века у компанији Аерофлекс (енгл. Aeroflex) (Сан Мајкросистемс није био укључен у дизајн процесора). Описана је у синтетизираном ВХДЛ-у . ЛЕОН има двоструки модел лиценце: ЛГПЛ / ГПЛ ФЛОСС лиценцу која се може користити без накнаде за лиценцу или власничку лиценцу и  може купити за интеграцију у власнички производ.   Језгро се може конфигурисати путем генеричких ВХДЛ-а и користи се у системима на чипу (енгл. system-on-a-chip (SOC) ) у истраживањима и комерцијалним поставкама. 

## Историја
LEON (ЛЕОН) пројекат је крајем 1997. године покренула Европска свемирска агенција крајем 1997. године како би проучила и развила процесор високих перформанси који ће се користити у европским свемирским пројектима.  Циљеви пројекта су били пружање отвореног, преносног и неовисног дизајна процесора, способног да задовољи будуће захтеве за перформансе, компатибилности софтвера и ниске системске трошкове. Други циљ био је могућност производње полупроводничког процеса осетљивог на толеранцију на појединачне догађаје (енгл. Single event upset (SEU)). Да би се одржао исправан рад у присуству СЕУ-а биле су потребне опсежне функције откривања грешака и руковања грешкама. Циљеви су били откривање и толерисање једне грешке у било којем регистру без софтверске интервенције и сузбијање ефеката грешака појединачног прелазног стања (енгл. Single Event Transient) у комбинационој логици.
Породица ЛЕОН (енгл. LEON) укључује први дизајн LEON1 VHSIC Hardware Description Language (ВХДЛ) који је коришћен у LEONExpress тестном чипу развијеном у технологији 0,25 μm да би се доказао концепт толеранције грешака. Други LEON2 VHDL дизајн коришћен је у процесорском уређају АТ697 компаније Атмел (Ф) и различитим системима на чипу. Ове две ЛЕОН имплементације развила је ESA. Гаислер Истраживање, који је сада део компаније Cobham (пре Аерофлек-а Гаислер), развио је трећи ЛЕОН3 дизајн и најавио доступност четврте генерације ЛЕОН-а, ЛЕОН4 процесора. 

## ЛЕОН процесорски модели и дистрибуција
ЛЕОН процесор се може применити у програмабилној логици као што је FPGA или произвести у ASIC. Овај одељак и наредни пододељци фокусирају се на ЛЕОН процесоре као меканa ИП језгрa и резимирају главне карактеристике сваке верзије процесора и инфраструктуру са којом је процесор упакован, назива се ЛЕОН дистрибуција.
Сви процесори из ЛЕОН серије користе SPARC V8 RISC сет инструкција. ЛЕОН2 (-ФТ) има петостепени цевовод, док касније верзије имају седмостепени цевовод. ЛЕОН2 и ЛЕОН2-ФТ дистрибуирају се као систем на чипу који се може изменити помоћу графичког алата за конфигурацију. Иако се ЛЕОН2 (-ФТ) дизајн може проширити и поново користити у другим дизајима, његова структура не наглашава поновну употребу делова дизајна као градивних блокова или омогућава дизајнерима да лако уграде нова ИП језгра у дизајн.
Стандардна ЛЕОН2 (-ФТ) дистрибуција укључује следећа језгра: 
- Контролер прекида
- Јединица за подршку за отклањање грешака са међуспремником праћења
- Два 24-битна тајмера
- Два UART-а (Universal asynchronous receiver-transmitter)
- 16-битни У/И порт
- Контролер меморије .

LEON3 (ЛЕОН3), LEON3FT (ЛЕОН3ФТ) и LEON4 (ЛЕОН4) језгра се обично користе заједно са GRLIB IP библиотеком. Док  LEON2 дистрибуција садржи један дизајн који се може користити на неколико циљних технологија, GRLIB  садржи неколико шаблонских дизајна, како за развојне плоче ФПГА , тако и за АСИЦ циљеве који се могу модификовати помоћу графичког алата за конфигурацију сличног оном у дистрибуцији ЛЕОН2. ЛЕОН / GRLIB пакет садржи већи број језгара у поређењу са дистрибуцијама ЛЕОН2 и такође укључује "укључи и пусти" проширење на АМБА екстензији на чипу. ИП језгра доступна у GRLIB-у такође укључују: 
- 32-битни ПЦ133 SDRAM контролер
- 32-битни PCI мост са DMA
- 10/100/1000 Мбит Етернет MAC
- 8/16/32-битни ПРОМ и СРАМ контролер
- 16/32/64-битни ДДР / ДДР2 контролери
- УСБ 2.0 хост и контролери уређаја
- CAN контролер
- ТАП контролер
- SPI контролер
- I2C контролер
- УАРТ са ФИФО-ом
- Модуларна тајмер јединица
- Контролер прекида
- 32-битни У/И (ГПИО) порт опште намене

### Ток дизајна ФПГА
Документација протокола дизајна за ЛЕОН у ФБГА доступна је од стране произвођача  као и из извора независних произвођача. 

### Терминологија
Термин ЛЕОН2 / ЛЕОН2-ФТ су често односи на ЛЕОН2 дизајниран систем на чипу, који чине језгров ЛЕОН2 процесори, односно са стандардним скупом периферних уређења доступних у ЛЕОН2 (-ФТ) дистрибуцијама. Каснији процесори из ЛЕОН серије користе се у широком спектру дизајна и стога нису толико уско поповезани са стандардним скупом периферних уређења. ЛЕОН3 и ЛЕОН4 назив су обично односи само на процесорско језгро, док се ЛЕОН / ГРЛИБ користи за означавање комплетног дизајна система на чипу.

### ЛЕОН2 процесорско језгро
ЛЕОН2 има следеће карактеристике:
- GNU LGPL (GNU Lesser General Public License) омогућава висок степен слободе интервенције на слободно доступном изворном коду.
- Конфигурабилност је кључна карактеристика пројекта, [10] и постиже се употребом ВХДЛ генеричких средстава. [11]
- Нуди све основне функције цевоводног процесора по редоследу (pipelined in-order processor).
- То је ВХДЛ пројекат прилично велике величине (око 90 датотека за комплетну ЛЕОН2 дистрибуцију, укључујући периферне ИП језгре)

### ЛЕОН2-ФТ језгро процесора
Процесор ЛЕОН2-ФТ је верзија ЛЕОН2 процесора која је може бити узнемирена једним догађајем (single event upset) и толеантна на грешке (ФТ). Флип-флопови су заштићене троструком модуларном редунданцијом, а све унутрашње и спољне меморије су заштићене ЕДАЦ-ом или битовима парности . За ову ИП адресу важе посебна ограничења лиценце (дистрибуира их Европска свемирска агенција  ). Између осталих сателита, процесор је коришћен у ЕСА-ином Intermediate eXperimental Vehicle (IXV) 2015. године  и кинеској Месечевој летелици Chang'e 4 . 

### ЛЕОН3 језгро процесора
ЛЕОН3 представља синтетизирани ВХДЛ модел 32-битног процесора усаглашеног са SPARC V8 архитектуром. Модел је високо подесив и посебно је погодан за дизајн система на чипу (енгл. system-on-a-chip- СоЦ ). Потпуни изворни код доступан је под ГНУ ГПЛ-овом лиценцом, што омогућава употребу у било коју сврху без накнаде за лиценцу. Поред тога, ЛЕОН3 је такође доступан под заштићеном лиценцом, омогућавајући употребу у власничким апликацијама.
Постоји неколико разлика између ЛЕОН2 модела процесора и ЛЕОН3 модела процесора. ЛЕОН3 модел процесора укључује СМП подршку (енгл. Symmetric multiprocessing)  и седмостепени цевовод, док ЛЕОН2 не подржава СМП и има петостепени цевовод.

### ЛЕОН3ФТ процесорско језгро
ЛЕОН3ФТ је верзија стандардног ЛЕОН3 SPARC V8 процесора отпорна на кварове. ЛЕОН3ФР је дизајниран за рад у суровом свемирском окружењу и укључује функционалност за откривање и исправљање грешака узнемирених једним догађајем (енгл. single event upset) у свим РАМ меморијама на чипу. ЛЕОН3ФТ процесор подржава већину функционалности стандардног ЛЕОН3 процесора уз додавање следећих функција:
- Региструјте датотеку за исправљање грешака узнемирених једним догађајем, до 4 грешке по 32-битној речи
- Исправљање грешака у кеш меморији, до 4 грешке по ознаци или 32-битној речи
- Аутономно и софтверско транспарентно руковање грешкама
- Нема временског утицаја због откривања или исправљања грешака

Следеће карактеристике стандардног ЛЕОН3 процесора које ЛЕОН3ФТ не подржава:
- Локална РАМ меморија (ни за упутства ни за податке)
- Закључавање кеша
- LRR (најмање недавно замењен) алгоритам замене кеш меморије

ЛЕОН3ФТ језгро дистрибуира се заједно са посебном ФТ верзијом ГРЛИП ИП библиотеке (енгл. GRLIP IP library). Могућа је дистрибуција само са нетлист-а.
Имплементација ФПГА названа ЛЕОН3ФТ-РТАКС (енгл. LEON3FT-RTAX) је предложена за критичне свемирске апликације. 

### ЛЕОН4 језгро процесора
У јануару 2010. године је објављена четврта верзија ЛЕОН процесора.  Четрврто идање ЛЕОН-а има следеће нове функције:
- Статичко предвиђање грана је додато цевоводу
- Необавезна кеш меморија нивоа 2
- 64-битна или 128-битна путања до АМБА АХБ (Advanced Microcontroller Bus Architecture) интерфејса
- Могуће веће перформансе (тврди произвођач: 1,7 ДМИПС/MHz за разлику од 1,4 ДМИПС / MHz ЛЕОН3)
- Рад очврснуо.

### ЛЕОН5 процесорско језгро
У развоју. 

## Подршка за ОС у реалном времену
Оперативни системи у реалном времену који подржавају ЛЕОН језгро тренутно су RTLinux, PikeOS, eCos, RTEMS, Nucleus, ThreadX, OpenComRTOS, VxWorks , LynxOS, POK  (бесплатна имплементација ARINC653 објављена под BSD лиценцом) и ОРК +,  језгро отвореног кода у реалном времену за апликације високог интегритета са Рејвенскар Профаил , Ембок  подесивим отвореним извором ОС-a у реалном времену који омогућава коришћење Линукс софтвера без Линукс-а.